# Ramon Borràs Bonjoch
Ramon Borràs i Bonjoch (Santa Coloma de Queralt, 31 d’octubre de 1868 – Vespella, 1961) va ser un prevere i poeta català.
La trajectòria eclesiàstica de Borràs comença el 27 de setembre de 1894, quan és ordenat prevere a Vic. En els següents anys, consta com a vicari-mestre de Súria (1894-98), membre de la parròquia de Calaf (1899) i ecònom de Jorba (1902).
El 16 de gener de 1909 es desplaça a Vespella, esdevenint-ne el rector fins a la seva mort (1961).
Borràs conrea la lírica llatina gràcies al mestre de Josep Fonts, professor de Retòrica al Seminari de Vic des de 1913, i del llatinista Tomàs Viñas.Les seves obres -escrites en hexàmetres, pentàmetres, estrofes sàliques i dístics – tracten sobre la mort, la solitud, la vida monòtona i el pas del temps. Quant a aquest darrer aspecte, Borràs sentia afició pels rellotges de sol i a la paret de casa tenia rellotges indicant horaris de tot el món.

## Poemes
- Elegia
- Patria
- Dulcis amistat
- Rhytmus
- Notula posthuma
- Matris ad ossa